# هورتن أتش.XVIII
```
هورتن أتش.XVIII
 عبارة عن 
قاذفة قنابل
 
ألمانية
 مقترحة في 
الحرب العالمية الثانية
، صممها 
الإخوة هورتن
. تمثل H.XVIII غير المبنية، في كثير من النواحي، نسخة مطورة من 
هورتن هو 229
، وهي 
مقاتلة نفاثة
 نموذجية. كانت H.XVIII واحدًة من العديد من التصميمات المقترحة 
ل
أمريكا بومبر
، التي كان من امفترض ان تحمل وقودًا كافيًا للرحلات الجوية عبر المحيط الأطلسي. كان النموذج XVIIIA، بهيكله الخشبي، ومحركاته المدفونة في جسم الطائرة، وتصميم الجناح الطائر القائم على الكربون، سيكون من الناحية النظرية، أول قاذفة خفية في التاريخ. 
[
1
]
```

## التصميم
في السنوات الأخيرة، اقترحت محاكاة بالحاسوب أن خلسة وسرعة تصاميم الطائرات النفاثة الخاصة بجناح هورتنز كانت ستجعل اعتراضها، قبل قصفها صعبًا وغير محتمل. 
قدرة طواقم القنابل، في طائرة مثل Horten H.XVIII، على مهاجمة أهداف في أمريكا الشمالية، ربما أعاقتها استراتيجيات وتكنولوجيات الدفاع الجوي القائمة والناشئة، مثل:
- زيادة الهجمات الجوية على المصانع والقواعد الجوية الألمانية؛
- جمع المعلومات الاستخبارية، وخاصة التقدم في تحليل الشفرات؛
- التحسينات المستمرة في الرادار (خاصة الإنذار المبكر والرادار المحمول جواً )؛
- الدوريات الجوية المقاتلة على ارتفاعات عالية و / أو بعيدة المدى.

### قائمة المراجع
- Horten, Reimar and Peter F. Selinger. Nürflugel (in German). Graz, Germany: H. Wieshaupt Verlag, 1985, pp. 165–167. (ردمك 3-900310-09-2).
- Myhra, David. The Horten Brothers and Their All-Wing Aircraft. Atglen PA: Schiffer Publishing Ltd., 1998. (ردمك 0-7643-0441-0).

- Mahé ، Yann ، Tracol ، Xavier and Tirone ، Laurent. «Wermacht 46، المجلد 2» (بالفرنسية). طبعات Caraktère ، باريس، 2018. (ردمك 978-2916403137) رقم ISBN   978-2916403137 .